# 将軍澳運動場
将軍澳運動場(しょうぐんおううんどうじょう、繁体字：將軍澳運動場、英語: Tseung Kwan O Sports Ground）は、香港新界西貢区にある陸上競技場。球技場としても使用される多目的スタジアムでもある。香港リーグ甲組・傑志SCがホームスタジアムとして使用している。施設は香港政府が所有し、康楽及文化事務署が運営管理を行っている。

## 施設概要
将軍澳運動場は敷地面積5.9haあり、メインスタジアムとウォーミングアップ用サブグラウンドを備える。メインスタジアムは400mトラック、11人制サッカー対応の天然芝のインフィールドがあり、観客席は屋根のかかった3,500席の常設スタンドと必要に応じて増設できる1,500席の仮設スタンドあわせて最大5,000人の観客収容人数がある。サブグランドは香港初のウォーミングアップ専用サブグラウンドで、天然芝のグラウンドは7人制サッカーも可能である。この他国際大会開催に必要な諸施設がある。

### 設計
東アジア競技大会開催に伴い、将軍澳運動場は他の地方競技場と設計が大きく異なる。入口広場、プレス及び応接施設等は将軍澳運動場にのみ備わる。これ等の施設は将軍澳運動場が国際的な競技場たりうる様に念入りに設計されており、大型イベント開催時の流れや運営上の要求を十分に考慮したものになっている。当運動場の設計に東アジア競技大会香港大会の要素も取り入れており、三日月型のスタンドの屋根は9つの天窓があり、東アジア競技大会参加9ヶ国象徴している。また施設の配置についてもオリンピックの五輪マークを参考としている。

### フィールド
世界陸連クラス1公認の陸上競技場で、トラックは400m×8レーンの全天候舗装となっており、伝統的な赤いトラックではなく、メインスタジアムは緑色、サブグラウンドは青のトラックである。主任設計士がトラックは必ずしも赤いトラックである必要はなく、またベルリン・オリンピアシュタディオンのトラックも青であり、緑色を採用する事によって香港の特徴を出すことができると主張。香港浸会大学体育学科雷雄徳助教授は、世界陸連が既に青や緑のトラックの使用を認めており、更に屋外競技場のトラックの色の変更によって、選手のパフォーマンスに影響があるという研究結果もないと主張した。インフィールドはサッカーに対応した105m×65m天然芝となっている。